# Macedônia romana
Macedónia (português europeu) ou Macedônia (português brasileiro) foram diversas províncias romanas na região da Macedónia, que se estendia desde o mar Adriático, no Oeste, até o mar Egeu, no Leste, e ficava ao Norte da Acaia. Embora tenha muitas planícies férteis, é principalmente uma região montanhosa. Antigamente, a Macedónia servia de elo vital entre o Leste e o Oeste. A via Egnácia, construída pelos romanos, ia desde Dirráquio (moderna Durrës, na Albânia), na costa oeste da península Balcânica, até Neápolis (atual Cavala, Grécia), na costa leste, e mais além.

## História

### Velho Epiro
Velho Epiro (em latim: Epirus Vetus) foi uma província do Império Romano que corresponde à região de Epiro. Sua capital era Nicópolis, uma cidade fundada por Otaviano para comemorar sua vitória sobre Marco Antônio e Cleópatra em Áccio.
Ela foi extinta quando a província da Macedônia foi criada em 146 a.C..

### Província da Macedónia
A Macedónia continuou a ser governada pela dinastia antigônida, até ser anexada ao Império Romano. Em 146 a.C., tornou-se província romana e incorporou o território da antiga província do Velho Epiro. Em 15 d.C., o imperador Tibério (r. 14–37) a extinguiu e anexou seu território ao da Acaia ao sul, e ao da Mésia ao norte, formando uma província imperial sob o legado da Mésia. Todavia, em 44 d.C., Cláudio (r. 41–54) devolveu a Macedônia ao Senado sob a jurisdição de um governador romano.

#### Cristianismo primitivo
A Macedónia foi a primeira região da Europa a ser visitada pelo apóstolo Paulo de Tarso na sua segunda viagem missionária. Enquanto Paulo estava em Trôade, no noroeste da Ásia Menor, teria tido uma visão que o mandava à Macedónia (Atos 16:8–9). Paulo, junto com Lucas, Timóteo e Silas, partiu para a Macedónia.
Depois de chegar a Neápolis, o porto da cidade de Filipos, a nordeste da Macedónia, Paulo dirigiu-se para a cidade (Atos 16:11-40). Parece que Lucas permaneceu em Filipos quando Paulo, Silas e Timóteo percorreram as cidades macedônias de Anfípolis (uns 50 quilômetros ao oeste-sudoeste de Filipos) e Apolónia (uns 50 quilômetros ao sudoeste de Anfípolis). A seguir, Paulo visitou respectivamente as cidades macedónias de Tessalônica (uns 60 quilômetros ao oeste-noroeste de Apolônia) e Bereia (uns 80 quilômetros ao oeste-sudoeste de Tessalônica). (Atos 17:1–12). O bom relatório que Timóteo trouxe, ao retornar, induziu Paulo a escrever a sua  primeira carta aos tessalonicenses (I Tessalonicenses 3:6; Atos 18:5). A sua segunda carta aos tessalonicenses seguiu-se pouco depois.
No decurso da sua terceira viagem missionária, Paulo fez planos para regressar à Macedónia (I Coríntios 16:5–8; II Coríntios 1:15–16). Embora a comunidade cristã macedónia fosse pobre, era muito generosa. Os filipenses destacavam-se em especial no seu apoio dado ao ministério apostólico de Paulo (II Coríntios 11:8–9; Filipenses 4:15–17). Mesmo durante o primeiro encarceramento de Paulo em Roma, os cristãos de Filipos enviaram Epafrodito para ministrar pessoalmente o apóstolo de Paulo. Os tessalonicenses mostraram grande fé e perseverança, e, portanto, tornaram-se um exemplo para "todos os crentes na Macedónia e na Acaia" (I Tessalonicenses 1:1–8; I Tessalonicenses 4:9–10). Parece que depois de ser solto da prisão em Roma, Paulo visitou novamente a Macedónia e teria escrito dali a epístola conhecida como a I Timóteo. É possível também que a epístola a Tito talvez tenha sido escrita ali.

### Reforma de Diocleciano
Após as reformas de Diocleciano (r. 284–305) no final do século III, Velho Epiro foi dividida e, em algum momento do século IV, a província da Macedônia também foi dividida em Macedônia Prima ao sul e Macedônia Salutar ao norte. As quatro províncias resultantes passaram para a jurisdição da recém-criada Diocese da Macedônia, uma das três dioceses da Prefeitura pretoriana da Ilíria, criada em 318. Quando a esta foi dividida entre o Império Romano do Ocidente e o do Oriente em 319, as províncias macedônias foram incluídas na Ilíria ocidental. Quando a divisão do império se tornou permanente, em 395, a Macedônia toda passou para o controle oriental, como parte do território do futuro Império Bizantino.
As seguintes províncias foram criadas durante a reforma:
- Macedônia Prima abrangia a maior parte do antigo Reino da Macedônia e seu território coincidia com o da região moderna da Macedônia grega. Sua capital era Tessalônica;
- Macedônia Salutar, que era conhecida também como Macedônia Segunda e seu território abrangia parte da Dardânia e todo o antigo Reino da Peônia, este hoje parte da moderna República da Macedônia do Norte. A cidade de Stobi, ao sul da junção dos rios Erigón e Axiós, antiga capital da Peônia, foi alçada à posição de capital da província;
- Velho Epiro, na porção sul do território da antiga província. A capital voltou a ser Nicópolis;
- Novo Epiro (em latim: Epirus Nova) também chamada de Ilíria Grega (em latim: Illyria Graeca,[4][5][6] chamada também de Illyria Proper). Dirráquio (Epidamno) foi estabelecida como a capital.[7] A área correspondia à fronteira entre a província da Ilíria com a Diocese da Macedônia;[8]
- Tessália;
- Acaia.

### Últimos anos
Os ostrogodos, liderados por Teodorico, foram detidos em Nova Epiro por Sabiniano Magno Eles entraram na região em 479 e permaneceram até 482 d.C.. Toda a região foi perdida durante a invasão eslava dos Bálcãs no século VII.

## Sés episcopais
As sés episcopais da província que aparecem no Anuário Pontifício como sés titulares são:
- Novo Epiro 
  - Ácrida
  - Amância (Plotscha)
  - Apolônia
  - Arbano (perto de Tirana)
  - Aulona
  - Benda (na região de Bena)
  - Chunávia (no vale do alto rio Mat)
  - Croas (Krujë)
  - Glavinitza
  - Lestrona
- Velho Epiro
  - Aqueloo (Angelokastro?)
  - Eto (Aëtos)
  - Adrianópolis no Epiro (Dropull)
  - Bonitza
  - Butroto
  - Dodona
  - Euroia no Epiro
  - Janina
  - Leucas
  - Nicópolis no Epiro (Nicópolis)
  - Fenice (ruínas em Finiq)
  - Fótice (ruínas em Tsiucas)
- Macedônia Prima
  - Ardamério (Ardameri)
  - Bárgala
  - Beroia (Veria)
  - Campânia (Chalastra)
  - Cassandreia
  - Citro (Pídna)
  - Dio (Dium)
  - Dobero (Dojran)
  - Edessa na Macedônia
  - Heracleia Pelagônia (Heracleia Linceste, ao sul de Bitola)
  - Hiérisso (Ierissos)
  - Lete
- Macedônia Salutar
  - Anfípolis
  - Crisópolis na Macedônia (Orfani)
  - Cristópolis (Cavala)
  - Eleuterópolis na Macedônia (Leftero Limani)
  - Filipos